# Obtusodonta foxleei
Obtusodonta foxleei är en stekelart som beskrevs av Heinrich 1962. Obtusodonta foxleei ingår i släktet Obtusodonta och familjen brokparasitsteklar. Inga underarter finns listade i Catalogue of Life.